# Tomo Basiljević (prosvjetitelj)
Tomo Basiljević (Bassegli) (Dubrovnik, 3. kolovoza 1756. − Dubrovnik, 15. srpnja 1806.), erudit, jedan od vodećih južnohrvatskih prosvjetitelja. Rodom iz Dubrovnika, iz plemićke obitelji Basiljevića. Visoki dužnosnik Dubrovačke Republike, prosvjetitelj, društveni, gospodarski i socijalni pisac, vanjskopolitički komentator, filozof, esejist, liberalni plemić, socijalno osjetljiv, fiziokrat.

## Životopis
Rodio se je 1756. godine. Rođen u uglednoj obitelji visokih političkih dužnosnika i umjetnika. Otac Jakov (Jakobica) obnašao je dužnost senatora, a mati Kata r. Sorkočević, bila je obrazovana. Tomini ujaci bili su skladatelj Lukša Sorkočević i erudit Miho Sorkočević.
Školovao se diljem europskih sveučilišta, gdje je stekao široko obrazovanje, pa je u svoje vrijeme bio je jedan od najboljih poznavatelja europske književnosti i kulture u Dubrovniku. Osobito je čitao engleske pisce (Josepha Addisona, Jamesa Thomsona, Edwarda Younga, Alexandera Popea i Laurencea Sternea) i dopisivao se je s mnogim Englezima. Bio je liberalnog svjetonazora i promišljanja. 
Osobna knjižnica Tome Basiljevića sadržavala je mnoge vrijedne knjige, posebice engleske književnosti, filozofije i povijesti, među ostalim djela Bede Časnoga, Shakespearea, Francisa Bacona, engleske povijesne spise iz druge polovice 17. stoljeća, Thomasa Hobbesa, francuski prijevod djela Johna Lockea, Davida Humea, prijevodi Alexandera Popea i ine.
Po uzoru na francuske, talijanske i njemačke prosvjetitelje želio reformirati državno ustrojstvo Dubrovačke Republike. U svom glavnom djelu Le plan de réforme de la constitution de la République de Raguse koje nije uspio dovršiti iznio je ideju o Dubrovniku kao središtu buduće federativne ili konfederativne Ilirske Republike. U toj bi tvorevini bili okupljeni svi južnoslavenski narodi. 
Veliki prijatelj Marka Bruerevića-Desrivauxa (Màrca Bruèrea).
Član Fizikalnog društva u Lausanni, bernskoga Gospodarskoga društva te Patriotskom društvu (uz M. Sorkočevića, Đ. Ferića, F. M. Appendinija i druge), član Senata i Malog vijeća Dubrovačke Republike te neko vrijeme svojevrsni ministar vanjskih poslova. Bio je profrancuski i protivaustrijski nastrojen, pristaša francuske revolucije. U krizama nakon propasti Mletačke Republike priklonio se Francuskoj. Kad je francuski general Lauriston svibnja 1806. preko dubrovačkoga teritorija prelazio s vojskom za Boku kotorsku, Basiljević mu je pošao ususret ne bi li uspio spriječiti zauzimanje Dubrovnika, no bezuspješno. Suvremenici su opjevali (Đ. Ferić, B. Džamanjić, Jakov Betondić, J. Resfić) i u književnim djelima opisali (V. V. Vukasović).
Bio je posljednji muški u lozi obitelji Baseljić. Sin Jakobica umro je 1792. godine. Obitelj se nakon njegove smrti rodbinskim svezama povezala s obitelji Gučetića i nastaje Basiljević-Gučetić (Bassegli-Gozze, Bassegli-Gučetić; izumrla 1950).